# Aspilota notata
Aspilota notata är en stekelart som beskrevs av Sergey A. Belokobylskij. Aspilota notata ingår i släktet Aspilota och familjen bracksteklar. Inga underarter finns listade.